# Греков, Николай Иванович
Николай Иванович Греков (1886, Варшава — 28 января 1951, Москва) — российский, советский, шахматист, шахматный историк и литератор; редактор журнала «Шахматы» (1922—1929), кандидат педагогических наук, переводчик.
В первенстве Киева (1911) — 4-е место. Участник чемпионатов Москвы (1920, 1922, 1924 и 1927); в 1920 занял 2-е место (1-е — А. А. Алехин вне конкурса) и стал чемпионом Москвы. Автор (совместно с В. И. Ненароковым) ряда учебников шахматной игры. С начала 1930-х гг. специализировался в области истории шахмат, автор капитальных монографий, посвященных истории шахматных соревнований и шахматному творчеству М. И. Чигорина.

## Книги
- Матч Ласкер — Капабланка за первенство в мире в 1921 г., М., 1923 (составитель);
- Азбука шахматной игры, М., 1924 (соавтор);
- Руководство к изучению шахматной игры, М., 1925 (соавтор);
- Междунар. шахматный турнир в Баден-Бадене, 1925 г., М., 1927;
- История шахматных состязаний, 2 изд., М., 1937;
- Шахматный ежегодник, т. 1—2, М., 1937—38 (соавтор);
- М. И. Чигорин, великий русский шахматист, 2 изд., М., 1949;
- М. И. Чигорин. К 100-летию со дня рождения, М., 1950;
- 120 избр. партий М. И. Чигорина, М., 1952.